# 't Haantje (Steenbergen)
 't Haantje is een buurtschap  in de gemeente Steenbergen in de Nederlandse provincie Noord-Brabant. Het ligt in het zuidoosten van de gemeente, tussen de dorpen Welberg en Kruisland.
Stad: Steenbergen      Dorpen: De Heen · Dinteloord · Kruisland · Nieuw-Vossemeer · Welberg 

Buurtschappen: Blauwe Sluis · Bloemendijk · De Bocht · Boompjesdijk · Dintelsas · 't Haantje · Heense Molen · Koevering · Notendaal · De Overval ‎· Rolaf ‎· Visberg · Waterhoefke · Wildenhoek · Zwarte Ruiter

Noord-Brabant: Steden en dorpen      Nederland: Provincies · Gemeenten